# Playa Olas Altas

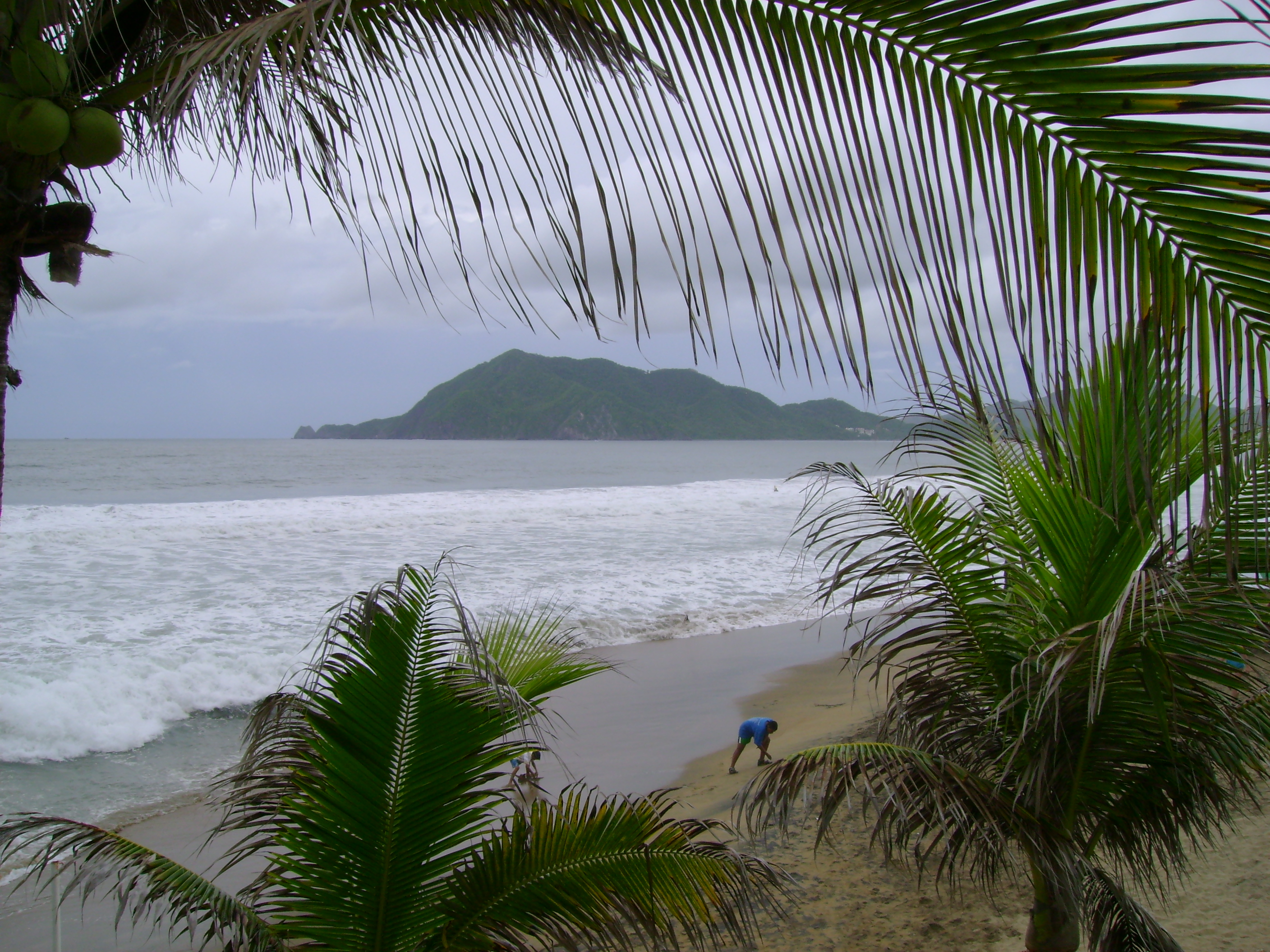
Playa Olas Altas.

La Playa Olas Altas se encuentra en el municipio de Manzanillo, en Colima, México. Se ubica en la Bahía de Santiago; su arena es de textura media y de color dorado oscuro, ideal para tomar el sol y disfrutar del paisaje o para practicar el surf. Existen brigadas salvavidas del “Plan Marina” de la Armada de México en épocas de mucho turismo pues debido a que el mar se hace profundo muy cerca de la playa se recomienda tomar precauciones por las corrientes. Se puede llegar a ella por la carretera Santiago-Miramar o caminando desde el pueblo de Santiago por la carretera n.º 200.

## Galería

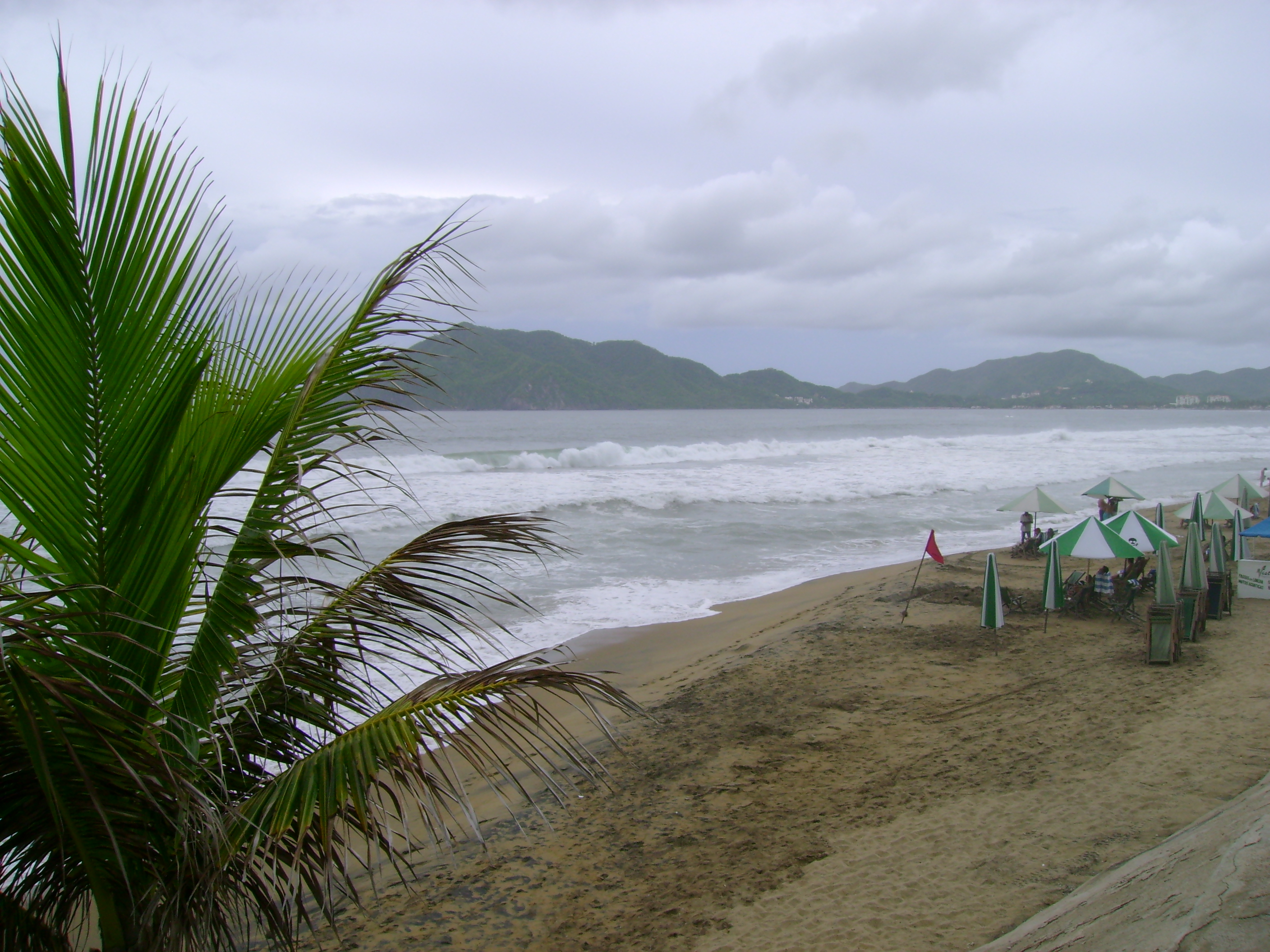
Desde este punto se observa un paisaje natural
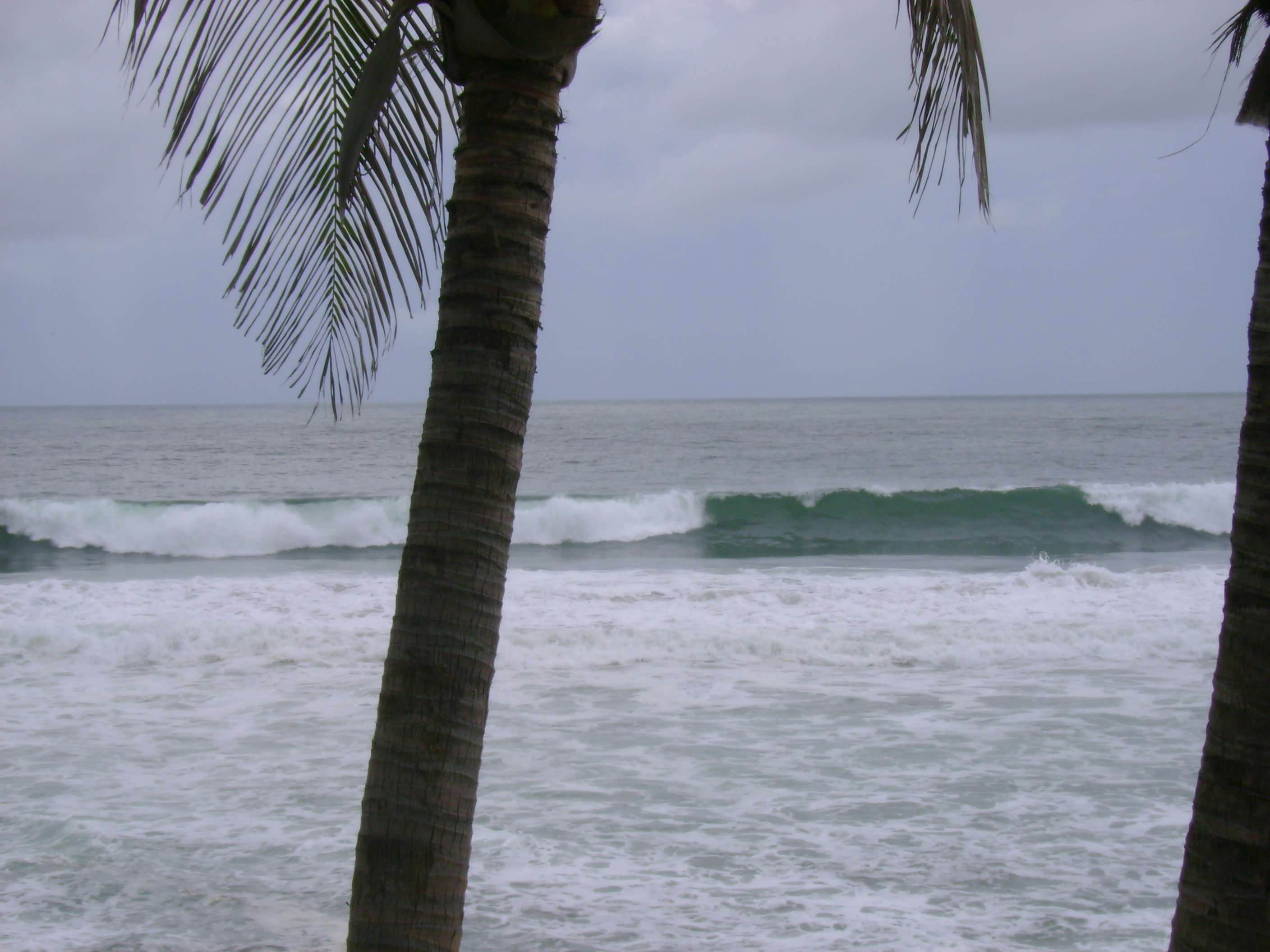
Las Olas de Olas Altas

- Datos: Q5390383